# 第48装甲軍団
第48装甲軍団（だい48そうこうぐんだん）とは、1941年から1945年まで存在した、ドイツ国防軍の軍団で、東部戦線、西部戦線両方の重要な戦線に投入された。

## 概要
第48装甲軍団は、エヴァルト・フォン・クライスト将軍隷下の第一装甲軍の一部として東部戦線で戦った。

## 沿革
第48装甲軍団は、1940年12月15日にソ連侵攻作戦であるバルバロッサ作戦のための軍団として創設された。当軍団は、南方軍集団所属エヴァルト・フォン・クライスト将軍隷下の第一装甲軍の一部として東部戦線で戦った。作戦開始直後ドゥブノの戦いに参加し、その後キロヴォグラード（現・クロピヴニツキー）、Berdichevで行動した。またこの軍団は、他のドイツの軍団がしたようにコミッサール司令での義務を担った。
1941年末期から1942年5月にかけ東部戦線全体のドイツ軍は、冬将軍や予想外の快進撃からの補給不足によって攻勢をそれ以上続けることができずに守備の姿勢に入っていた。第48装甲軍団も例外ではなく、当軍団はクルスク周辺の防御を担当した。その後冬将軍が去ると1942年5月にドイツは再び攻撃の姿勢を示し、スターリングラード、コーカサスの油田獲得を目的とした、南方軍集団（A軍集団、B軍集団に分裂）主体のブラウ作戦を発動。第48装甲軍団はB軍集団としてこれに参加した。
ブラウ作戦開始後しばらくしてスターリングラードの戦いが勃発した。この戦闘は初めはドイツ軍有利で進められ、一次ドイツ側は街の90%を占領するなどして、スターリングラードは陥落するかのように思われた。しかし、ソ連赤軍による予想外の激しい抵抗によりドイツ軍は苦戦し、当市の早急な獲得を望むヒトラーはスターリングラード以外の前線から装甲部隊を引き抜き、この街に投入した。第48装甲軍団も、第29自動車化歩兵師団（第4軍団に投入）、第14装甲師団、第24装甲師団（両方とも第51軍団に投入）を隷下から移動された。これらの師団は全て装甲化されており、市街地での戦闘に不得意であるために活躍はあまりなく、むしろソ連兵の火炎瓶投擲による餌食にされた。第48装甲軍団は、スターリングラード後方で予備師団として配備された。
1941年11月、ソ連はスターリングラードでの大反抗作戦である「ウラヌス作戦」を開始し、脆弱なルーマニア軍担当の戦線を次々突破した。後方に配備されていたフェルディナント・ハイム将軍率いる第48装甲軍団は、スターリングラード包囲阻止の任務を任されたが、この時点での第48装甲軍団隷下の師団は、「第22装甲師団」、「ルーマニア第1機甲師団」という装備の充足率においても、配下の軍人の練度においても貧弱な第48装甲軍団がこの任務を遂行できるはずがなく、失敗に終わっている。これにより、フリードリヒ・パウルス将軍率いるドイツ第6軍、元々第48装甲軍団に所属していた装甲師団がスターリングラードで丸ごと包囲された。ハイム将軍は責任を問われ更迭された。
しかしながら、弱体な第48装甲軍団はマンシュタイン将軍によって早急に再建され、第六軍救出のためのドン軍集団に再編され、「冬の嵐作戦」に参加した。しかしこの救出作戦ももう少しで成功できたもののパウルス将軍の第6軍はスターリングラードから脱出しようとせず失敗に終わった。
1943年2月、当軍団はマンシュタイン率いる南方軍集団に再び参加し、第三次ハリコフ攻防戦でハリコフを奪還。7月にはツィタデレ作戦によるクルスクの戦いにもヘルマン・ホト率いる第4装甲軍として参加した。第48装甲軍団はクルスク突出部の南部からの突破を図った。しかしソ連軍はドイツ軍がクルスク突出部を攻撃することがスパイなどによって分かっていたため、何重にも敷かれた縦深陣地を建設することができた。これにより攻撃は虚しくも短期間で頓挫し、ドイツは再び防御の姿勢に入るのであった。
ツィタデレ作戦の失敗の後、第48装甲軍団はウクライナから撤退し、1945年2月までにシレジアで防衛戦を行っていた。その後も後退に後退を重ね、エルベ川防衛をしていた1945年5月に降伏。

## 歴代指揮官
- 装甲兵大将ウェルナー・ケンプフ(1941年6月22日-1942年2月19日)
- 装甲兵大将ルドルフ・ファイエル（1942年2月19日-11月1日）
- 中将フェルディナント・ハイム(1942年11月1日-11月19日）
- 装甲兵大将ハンス・クラーマー(-11月25日）
- 装甲兵大将ハインリヒ・エーバーバッハ（-11月30日）
- 装甲兵大将オットー・フォン・ノベルスドルフ（-1943年5月6日）
- 歩兵大将ディートリッヒ・フォン・コルティッツ（-10月21日）
- 装甲兵大将ハインリヒ・エバーバッハ（-11月14日）
- 装甲兵大将ヘルマン・バルク(1944年8月4日）
- 装甲兵大将ヴァルター・ネーリング（-8月19日）
- 装甲兵大将フリッツ・ヒューバート・グレーザー（-9月20日）
- 装甲兵大将マクシミリアン・フォン・エーデルスハイム(-1945年3月31日)
- 中将ヴォルフ・ハーゲマン(-5月8日)